# Anime còmics
Un anime còmics o còmic cinematogràfic (アニメコミックス en japonès) és un manga creat a partir d'imatges d'un anime.

## Descripció
Volum de manga japonès que utilitza imatges il·lustrades d'una sèrie d'anime, pel·lícula o vídeo, en lloc d'il·lustracions originals. Generalment contenen el diàleg complet de l'anime des del qual s'adapten. Encara que normalment es publiquen en forma de llibre, de vegades també es publiquen electrònicament com a llibres electrònics. Aquests últims reben el nom de e-manga. Empreses com Tokyopop i Viz publiquen còmics de pel·lícules sota les marques Cine-manga i Ani-manga, respectivament.
La tècnica és similar a la de la fotonovel·la, tècnica que utilitza imatges de pel·lícules d'acció en directe o sèries de televisió per adaptar històries al mitjà dels còmics.
Un exemple seria el manga de Naruto Shippuden: La pel·lícula, basat en la pel·lícula o algun que altre manga de Bola de Drac.